# Jiří Adam
Jiří Adam (n. 12 octombrie 1950, Praga, Cehoslovacia) este un scrimer ce a reprezentat Cehia, medaliat olimpic. A participat la două ediții ale Jocurilor Olimpice (1976, 1980) în care a câștigat o medalie de argint.